# Papel zero
Um escritório papel zero é um ambiente de trabalho onde o uso do papel é eliminado ou substancialmente reduzido. Isso é feito através da conversão de documentos e outros papéis para o formato digital. Proponentes afirmam que a adoção da "cultura papel zero" pode economizar dinheiro, aumentar a produtividade, economizar espaço, facilitar o compartilhamento de documentos e informações, e ajudar o meio ambiente. Este conceito também pode ser estendido para comunicações fora do escritório.

## Visão Geral
Escritórios tradicionais têm sistemas de arquivamento baseados em papel, que podem incluir arquivos, pastas, prateleiras, sistemas de microfichas e armários de desenho, todos os quais requerem manutenção, equipamentos, espaço considerável, e demandam muitos recursos. Em contraste, um escritório papel zero poderia simplesmente ter uma mesa, cadeira e computador (com uma pequena quantidade de armazenamento local ou de rede), e todas as informações seriam armazenadas em formato digital. Reconhecimento de voz e síntese de voz também podem ser utilizados para facilitar o armazenamento de informação digital.
Depois que os dados do computador são impressos em papel, tornam-se fora de sincronia com as atualizações do banco de dados do computador. Papel é difícil de classificar e organizar a pesquisa em múltiplos arranjos, e muitas vezes é difícil e caro rastrear e atualizar os dados em papel semelhantes armazenados em vários locais. Um escritório sem papel teria um ponto de coleta de fonte única para atualizações de bancos de dados distribuídos, e um sistema de publicação-assinatura. Telas de computador modernas tornam a leitura menos cansativa para os olhos; um computador portátil pode ser usado em um sofá ou na cama. Com tablets e smartphones, com muitos outros recursos de baixo custo e alto valor agregado, como animação de vídeo, clips de vídeo e filmes completos, muitos argumentam que o papel é agora obsoleto para todos, exceto aqueles que são resistentes à mudança tecnológica. eBooks são muitas vezes gratuitos ou muito mais baratos comparados com as versões impressas. 
Outros argumentam que papel terá sempre um lugar porque proporciona utilizações diferentes das telas [Sellen, AJ, & Harper, RHR (2003). O mito do escritório sem papel. Cambridge, MA:. MIT Press]

## A eliminação de papel através de automação e formulários eletrônicos
A necessidade de papel é eliminada usando sistemas on-line, tais como substituir cartões de índice e Rolodexes por bancos de dados, cartas digitadas e faxes por e-mail, e livros de referência pela internet. Outra maneira de eliminar o papel é automatizar processos baseados em papel que dependem de formulários, aplicações e pesquisas para capturar e compartilhar dados. Este método é conhecido como "formulários eletrônicos" ou e-forms e normalmente é feito usando documentos de impressão perfeita existentes em formato eletrônico para permitir o pré-preenchimento de dados existentes, capturando dados inseridos manualmente on-line por usuários finais, fornecendo métodos seguros para enviar os dados de formulário para os sistemas de processamento, e assinando digitalmente os documentos eletrônicos, sem imprimir.
As tecnologias que podem ser usadas com automação de formulários eletrônicos incluem: 
- Portable Document Format (PDF) - para criar, mostrar e interagir com documentos eletrônicos e formulários
- Software de gerenciamento de formulário eletrônico (E-form) - para criar, integrar e sequenciar formulários e seus dados com sistemas de processamento
- Banco de Dados - para capturar dados para pré-preenchimento e processamento de documentos
- Plataformas de Fluxo de Processo de Trabalho - para sequenciar informações, documentos e direcionar fluxos de processo
- Soluções para Assinatura Digital - para assinar documentos digitalmente (usadas pelos usuários finais)
- Servidores Web - para abrigar o processo, receber os dados inseridos, guardar documentos e gerenciar direitos dos documentos

Um dos principais problemas que dificultou a adoção das soluções de digitalização nas empresas era a dificuldade de capturar assinaturas digitais de uma maneira segura e com bom custo-benefício. Hoje, existem muitas opções com custo-benefício interessante, ou gratuitas, que não requerem compra de hardware ou software por parte do usuário final. 
Um dos maiores benefícios deste tipo de software é poder usar OCR (Reconhecimento ótico de caracteres) para buscar em todo o texto de qualquer arquivo. Adicionalmente, tags podem ser adicionada a cada arquivo para tornar mais fácil a localização dentro do sistema. 
Softwares Papel Zero são completamente compatíveis com todos os seus arquivos e programas, bem como os arquivos na nuvem. Alguns softwares oferecem scanner, hardware e software e trabalham de forma integrada para separar e organizar documentos importantes. Softwares papel zero também permitem assinaturas digitais para documentos online que possam ser usados em qualquer negócio ou escritório. 